# Nicevillea epiplemoides
Nicevillea epiplemoides là một loài bướm đêm trong họ Noctuidae.